# Château du Puy (Tourrettes)
 (avril 2025).
 (avril 2025).
 (avril 2025).
Si vous êtes l’auteur de ce texte, vous êtes invité à donner votre avis ici. À moins qu’il soit démontré que l’auteur de la page autorise la reproduction et que ce contenu soit compatible avec les principes fondateurs de Wikipédia, cette page sera supprimée ou purgée au bout d’une semaine maximum. En attendant le retrait de cet avertissement, veuillez ne pas réutiliser ce texte.
Pour les articles homonymes, voir Château du Puy.
Le château du Puy est situé à Tourrettes, dans le Var, en France.

## Historique et description
La construction du château sur les collines de Tourrettes
Bâtisseur infatigable, le Général Fabre achète la petite colline du Puy à Tourrettes qui fait face à l'ancien château des seigneurs de Tourrettes et il entreprend d'y construire son château.
En tant que collectionneur d'art russe notoire, son projet était de construire un palais-musée pour sa collection d'art à Tourrettes. Il envisagea également de faire du château une maison d'artistes et un lieu où les artistes pourraient se former et se former.
Ce monument, selon les plans qu'il rapporta, devait comprendre : au sous-sol son tombeau ; à l'entresol, le musée pour accrocher les œuvres de sa Belle, et au premier étage, ses appartements. Et c’est ce qui s’est passé.
Dans le village de Tourrettes, le château s'appelait "Château Général Fabre", mais il l'appelait "Château mon Plaisir".
Il se lance avec audace dans la construction de ce qui deviendra le "Château du Puy", créant ainsi des emplois pour les artisans locaux de Tourrettes.

### L'architecture atypique du château
L'architecture est clairement atypique pour la Provence. On ne sait pas exactement sur quoi Alexandre Fabre a basé l'architecture de son château.
En 1817, Fabre travaille à l'école des cadets de Saint-Pétersbourg. Cependant, cette école existait au XVIIIe siècle, il s'agit donc soit d'une reconstruction, soit d'un nouvel aménagement. La tradition familiale ici à Tourrettes prétend encore aujourd'hui que le château qu'il a construit ici à Tourrettes est une réplique de cette école. Il parait que cela ne correspond pas du tout à l'architecture de la belle ville au bord de la Neva, mais on retrouve ce genre de bâtiment quand on se dirige vers Odessa.
D'autres pensent qu'Alexandre Fabre, après avoir terminé l'école de la colonie militaire de la région de Saratov sur la Volga, a reproduit les plans lors de la construction de sa maison à Tourrettes.
Un autre projet indique qu'il s'inspire de l'école pour filles nobles de Saint-Pétersbourg. Là encore, on voit une très belle bâtisse du plus pur classique existant donc depuis plusieurs décennies. Serait-ce la célèbre école où fut scolarisée la comtesse « Katia » Dolgorouki, l'épouse morganatique du tsar ? Quoi qu'il en soit, il est probable que Fabre ait réalisé des travaux dans ce bâtiment.
Un autre document montre une machine à eau destinée à faire fonctionner une cimenterie qui devait être située dans la ville de Morchansk, au sud de Moscou, dans une région au sol calcaire. Cela suggère que Fabre possédait de sérieuses connaissances en hydrologie et en hydrographie, connaissances nécessaires pour approvisionner les palais et les habitations en eau courante.
Ou peut-être s’agit-il d’une combinaison de divers éléments de construction dans lesquels il a participé au cours de ses années russes.

### Les années de construction
Pendant les années de construction, le général Alexandre Fabre s'installe dans le village de Tourrettes. Il avait confié la tenue de sa maison à une jeune femme qui, de gouvernante, devint Madame Alexandre Fabre.
Cependant, sa nouvelle chance avec sa jeune épouse ne dura pas très longtemps. Le brusque changement de climat et certaines maladies signalées lors de son exil en Sibérie frappent le général Alexandre Fabre. Il mourut en 1844 à l'âge de 62 ans avant de voir son château complètement achevé. Cependant, il fut enterré dans la crypte prévue à cet effet dans le château, donc d'une certaine manière, il s'y installa quand même.
Sa jeune épouse fut sa principale héritière... au grand dam de la famille Fabre bien sûr.
Dès lors, les deux familles se regardent avec hostilité et le château est devenu la copropriété de copropriétaires qui, faute de tout posséder, s'empressent d'en tirer le meilleur parti possible. Ils ont enlevé les portes, les fenêtres, les tuiles et les poutres (principal élément structurel porteur du toit), mettant le monument en ruine beaucoup plus rapidement que s'il avait été victime d'un tremblement de terre.
Le maire du village, face à ce vandalisme des descendants, fit transporter la dépouille du malheureux général Fabre dans une tombe du cimetière alors que le château tombait rapidement en ruine.
Les briques restantes du château furent utilisées dans les années suivantes par les habitants pour construire leurs maisons. Les ruines du château sont devenues un terrain de jeu pour les enfants des villages voisins.
Fin bien triste, surtout compte tenu de l'architecture unique et atypique du lieu.

### La renaissance Georges Hermans, avocat de Waterloo
Georges Hermans a découvert dans les années 1950 l'histoire des Tourrettes d'Alexandre Fabre. Il était fasciné par cette histoire de l'époque de Napoléon, d'autant plus qu'il vivait à Waterloo où Napoléon fut vaincu par Lord Nelson. La bataille marqua la fin des guerres napoléoniennes
Georges Hermans se rendit à de nombreuses reprises à Tourrettes. Avocat, il put racheter les parties de l'ancien château, aujourd'hui en ruine, aux nombreux descendants de l'ancien Général. En 1954, il acquiert les ruines.
Une fois Georges Hermans devenu propriétaire du terrain, il s'entoure d'artisans locaux et lance les travaux de rénovation du château.
Georges Hermans réussit dans les années 1960 grâce à la persévérance son projet de reconstruction du château.
Hs-Img-10
Cependant, cette initiative de rénovation du château s'est avérée très coûteuse et complexe.
Il a trouvé des partenaires et co-investisseurs belges et ils ont finalement décidé de faire du château une copropriété , car l'endroit est suffisamment spacieux.
Ces travaux de rénovation ont duré plusieurs années et entre-temps, le château a été divisé en appartements plus petits et plus grands, soit au total plus de 20 unités. Dans les années 1970, les travaux sont finalisés.
Un petit bureau a été installé au niveau de l'unité de base de la Tour Ouest et les appartements individuels ont été mis en vente

### Honoré par la commune de Tourrettes
En hommage aux grands travaux de rénovation réalisés par cet avocat belge, le village de Tourrettes a donné son nom à la route qui mène au château, elle s'appelle désormais "Avenue Georges Hermans", tandis que le parking devant le château s'appelle "Place Général Fabre". L'adresse précise du château est « 156 Avenue Georges Hermans » car le nombre de mètres permet de déterminer le numéro de la maison.
Georges Hermans est décédé dans les années 70 et ses descendants possèdaient jusqu'en 2023 des unités dans le château.

### Aujourd'hui
Le château est aujourd'hui une copropriété privée, avec une copropriété internationale. Il reste un château dit mystérieux, sur les hauteurs de Tourrettes, surveillant fièrement la vallée du " Pays de Fayence " 
Ancienne propriété du général Jacques-Alexandre Fabre (ru).

## Autresinformations[1]
Le château est propriété privée et ne se visite pas. Le château est une co-propriété divisée en appartements privatifs 